# Els jocs de la fam
|  | Aquest article tracta sobre la novel·la de Suzanne Collins; per a la pel·lícula, vegeu l'article Els jocs de la fam (pel·lícula). Per a la trilogia, vegeu Trilogia d'Els jocs de la fam |

Els jocs de la fam (títol original en anglès, The Hunger Games) és una novel·la de ciència-ficció juvenil, escrita per l'autora estatunidenca Suzanne Collins. La protagonista de setze anys, Katniss Everdeen, viu en el país postapocalíptic i distòpic de Panem (Amèrica del Nord), on el Capitoli, una metròpoli molt avançada, ha pres el poder de la nació després de diversos desastres devastadors, i oprimeix a la resta del territori, format per 12 districtes. En el llibre, els Jocs de la Fam són un esdeveniment anual televisat pel Capitoli on un jove i una jove (tributs) d'entre 12 i 18 anys anys de cada un dels dotze districtes són seleccionats a l'atzar perquè s'enfrontin els uns contra els altres en un joc de supervivència, on estan obligats a matar-se fins que només en quedi un, per recordar els dies foscs en què els districtes es van revoltar.
Diferents crítics i autors van rebre l'obra amb comentaris positius. La novel·la va guanyar diversos premis, incloent-hi la California Young Reader Medal, i va ser nomenada com un dels millors llibres de l'any per Publishers Weekly. Pel contingut d'Els jocs de la fam, Suzanne Collins es va basar en la mitologia grega, les lluites de gladiadors romans i la telerealitat contemporània.
Els jocs de la fam va ser originalment publicat en tapa dura el 14 de setembre de 2008 per l'editorial Scholastic, amb una coberta dissenyada per l'artista estatunidenc Tim O'Brien. Des de llavors s'ha publicat en edició de butxaca i també com a audiollibre i llibre electrònic. Després d'una tirada inicial de 200.000 exemplars, se'n portaven venudes 800.000 còpies el febrer de 2010. Des de la seva publicació, Els jocs de la fam ha estat traduït a 26 llengües, i els drets de publicació s'han venut a 38 països. Armand Carabén Van Der Meer s'ocupà de la traducció al català, publicada el 2009 pel Grup 62. La novel·la és la primera de la trilogia d'Els jocs de la fam, seguida per En flames (2009) i L'ocell de la revolta (2010). El 2012 se'n va estrenar una adaptació cinematogràfica, dirigida per Gary Ross i coescrita i coproduïda per la mateixa Collins.

## Argument
Els jocs de la fam es desenvolupa en un país anomenat Panem; en realitat, és una civilització postapocalíptica situada en el que abans era Amèrica del Nord. El territori consta del Capitoli, la capital del país, i de tretze estats, anomenats districtes, que estan sota el seu control. Prop de cent anys abans de l'inici de la història, el Districte 13 va iniciar una rebel·lió contra el Capitoli, que va causar la pèrdua de moltes vides i la destrucció total del districte. Com a càstig per evitar altres futurs aixecaments, el Capitoli va crear un esdeveniment anomenat «Els Jocs de la Fam», on anualment els dotze districtes que queden han d'enviar dos tributs, un noi i una noia amb edats compreses entre els dotze i divuit anys, perquè lluitin a mort a l'arena fins a només quedar-ne un, mentre tot Panem els observa per televisió.
La història és narrada en primera persona des de la perspectiva de la Katniss Everdeen, una adolescent de setze anys que viu al Districte 12, el més pobre de tots i el destinat a l'activitat minera. Té una germana menor, la Primrose Everdeen, que acaba de complir dotze anys i, per tant, entra per primer cop en el sorteig com a potencial tribut per als setanta-quatrens jocs. El dia en què s'escullen els tributs, el «dia de la sega», la Prim és escollida com a tribut femení del Districte 12. No obstant això, l'actitud protectora de la Katniss cap a la seva germana provoca que ella s'ofereixi com a tribut voluntàriament per salvar la vida de la Prim. En Peeta Mellark, qui havia estat company de classe de la Katniss en la infància, és elegit com a tribut masculí, de manera que tots dos es dirigeixen al Capitoli per a la seva preparació.
Durant el viatge, coneixen el seu mentor Haymitch Abernathy, l'única persona viva del Districte 12 que havia guanyat la competició (i, per tant, conservat la vida). Ell els aconsella i comença a explicar tot el que hauran de fer els dies posteriors. Haymitch ressalta el fet que han d'aconseguir patrocinadors per rebre ajuda en l'arena. Abans dels entrenaments, la Katniss coneix el seu estilista Cinna, l'única persona del Capitoli amb qui se sent bé. Li explica que s'acosta la desfilada dels tributs, un esdeveniment on els participants dels jocs es presenten davant el públic. Cinna planeja que la Katniss i en Peeta utilitzin un vestit que emani foc per cridar l'atenció i aconseguir patrocinadors. Després que tots dos apareguin a la desfilada, reben una gran ovació per part del públic, especialment la Katniss, que és anomenada «la noia en flames». Posteriorment, tots els tributs han de ser entrevistats per Caesar Flickerman, un famós presentador del Capitoli. Allà en Peeta revela que durant molt de temps ha estat enamorat de la Katniss, encara que ella creu que és només una estratègia per aconseguir patrocinadors.

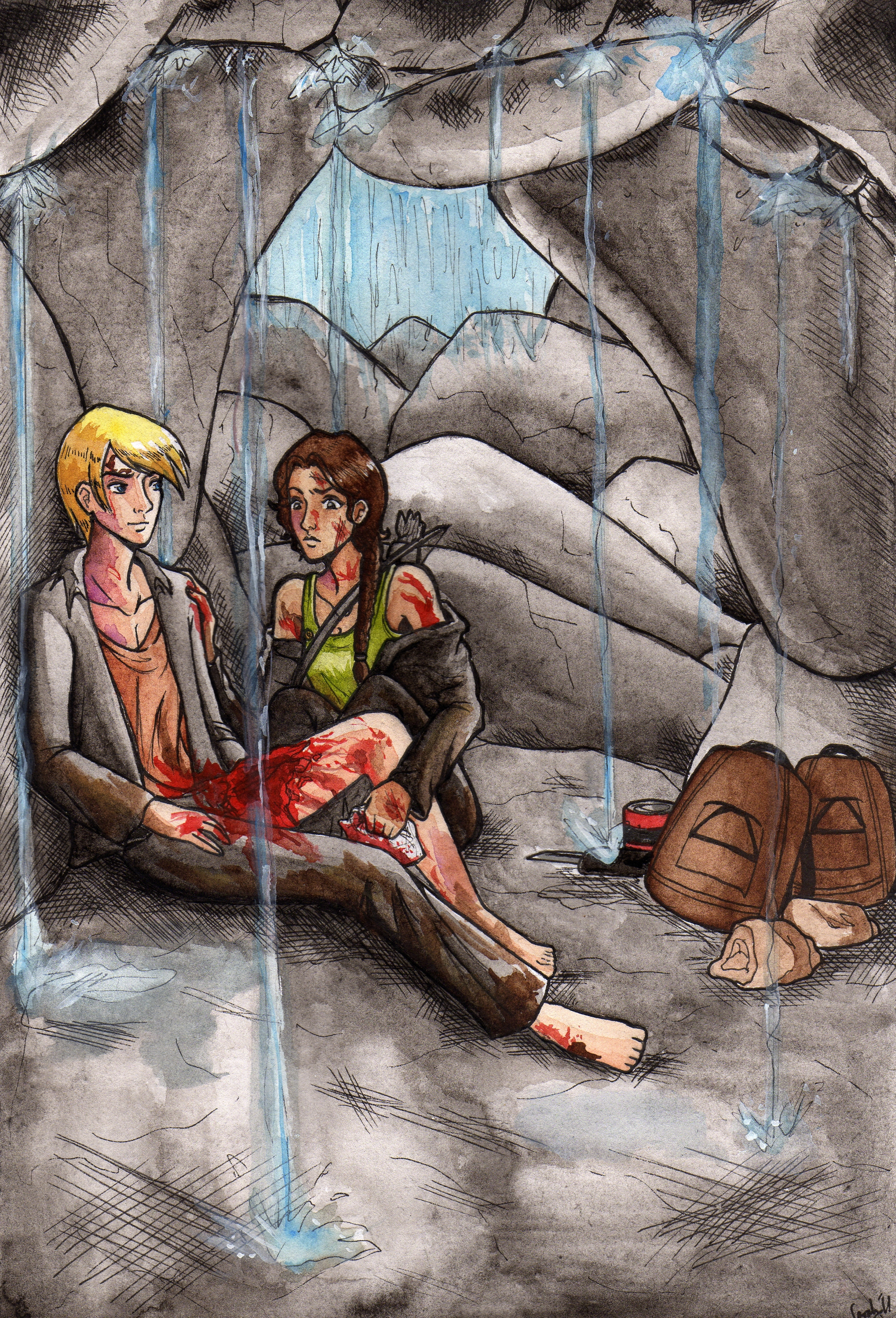
Il·lustració de Katniss Everdeen i Peeta Mellark durant Els Jocs de la Fam.

Després d'alguns dies d'entrenament, els tributs han de protagonitzar un espectacle per als Jutges dels Jocs (que s'encarreguen de l'organització de l'esdeventiment) amb l'objectiu de rebre una puntuació de l'u al dotze per orientar els patrocinadors sobre les seves potencialitats. En la seva presentació, la Katniss llança una fletxa a una poma situada a la boca d'un porc de l'àrea restringida dels jutges, fet que els deixa atònits. Si bé atempta contra la vida dels membres del Capitoli, la Katniss rep una puntuació gairebé perfecta d'onze, la més alta obtinguda dels vint tributs d'aquest any. L'endemà, tots són transportats a l'arena del joc, que en aquesta edició és un gran bosc amb un riu que el travessa pel mig. L'esdeveniment s'inicia amb tots els tributs al voltant d'un centre d'armament anomenat Cornucòpia, una estructura daurada amb forma de banya on hi han deixat tot tipus d'armes, incloent-hi un arc i una fletxa, la principal habilitat de la Katniss. Ella, seguint els consells de Haymitch, la deixa de banda i agafa, en canvi, la primera motxilla que veu, i ràpidament s'endinsa al bosc per buscar aigua i menjar. Aproximadament al tercer dia, els jutges, que observen el que fan els tributs en tot moment, decideixen crear un fals incendi forestal per acostar els tributs els uns als altres. La Katniss és descoberta per un grup de tributs que havien format una aliança, anomenats Tributs Professionals o Vocacionals. Abans que l'atrapin, escala un arbre per refugiar-se i hi passa la nit. Mentre els altres tributs dormen a la part inferior de l'arbre esperant que baixi, la Katniss nota que la Rue, el tribut femení del Districte 11, comença a fer-li senyals perquè talli una branca de l'arbre que té un niu de vespes. Caesar informa el públic que són en realitat batedores, un grup de vespes genèticament modificades amb un verí mortal. En caure el niu, les vespes espanten el grup i maten la Glimmer, el tribut femení del Districte 1 que posseeix l'arc que tant anhela la Katniss. El roba i decideix fugir. No obstant això, rep una dosi de verí prou forta per deixar-la inconscient.
Mentre la Katniss està adormida, la Rue la cuida. Ambdues decideixen aleshores formar una aliança i ideen un pla per destruir les provisions dels tributs que perseguien la Katniss. El pla funciona, però la Rue és capturada durant una escapada i el tribut professional del Districte 1 l'assassina clavant-li una llança al pit. La Katniss intenta salvar-la disparant una fletxa al noi, però ja és massa tard. La Katniss acompanya la Rue fins que mor cantant-li una cançó i posteriorment li fa un llit de flors al voltant per demostrar el seu respecte, acció que fa enfurismar el Capitoli. Per tranquil·litzar el públic commogut i enfurismat per la mort de la Rue, el Capitoli canvia de sobte les regles del joc: hi podrà haver dos guanyadors, però només si tots dos pertanyen al mateix districte.
Ràpidament, la Katniss comença a buscar en Peeta, qui jeu ferit al riu i mira de guarir-lo, fingint més amor del que sent per atreure les simpaties de l'audiència i rebre ajudes. Aquestes no són suficients per a la ferida de la cama, li cal una medicina especial. El Capitoli aprofita l'ocasió per convidar als sis tributs restants a la Cornucòpia. Atès que tots necessiten alguna cosa amb urgència, es veuen en la necessitat d'enfrontar-se amb els altres tributs per aconseguir-ho. Allà la Clove, el tribut femení del Districte 2, viu una batalla contra la Katniss, on gairebé guanya. No obstant això, apareix en Thresh, el tribut masculí del Districte 11, i mata la Clove creient que va ser ella qui va assassinar la Rue, la seva companya de districte. Com que la Katniss i la Rue van formar una aliança, en Tresh li perdona la vida i escapa.
Amb la mort successiva de diversos tributs, només queden amb vida la Katniss, en Peeta i en Cato, el tribut masculí del Districte 2 que ha tingut el control dels jocs des de l'inici. Com que ningú vol arriscar-se a un combat obert, el Capitoli el provoca forçant-los a anar a la Cornucòpia per fugir de les mutacions de llops amb l'ADN dels tributs caiguts. Comença el combat final, en el qual en Cato acaba perdent i sent devorat pels llops. En un acte de misericòrdia, la Katniss li dispara a en Cato una fletxa al cap per acabar amb el seu dolor i que mori ràpidament.
Sembla que només falta l'anunci de la victòria, però el Capitoli revoca la regla que dues persones podien guanyar si pertanyien al mateix districte, i obliguen la Katniss i en Peeta a lluitar entre si. Si bé en Peeta cedeix perquè la Katniss l'assassini, ella s'hi nega i treu unes baies verinoses perquè tots dos cometin un doble suïcidi i així no hi hagi cap vencedor, un fet insòlit que trencaria els Jocs. El Capitoli reacciona amb urgència proclamant-los guanyadors i els retira de l'arena.
En sortir, Haymitch adverteix a la Katniss que s'ha convertit en una amenaça per al Capitoli per haver-los deixat en evidència davant tot Panem. Després, en Peeta s'assabenta que en realitat la Katniss no l'estima i només va estar fingint el seu amor per aconseguir patrocinadors. El llibre acaba amb tots dos tornant al Districte 12 i retrobant-se amb les seves famílies.

## Personatges

### Personatges principals

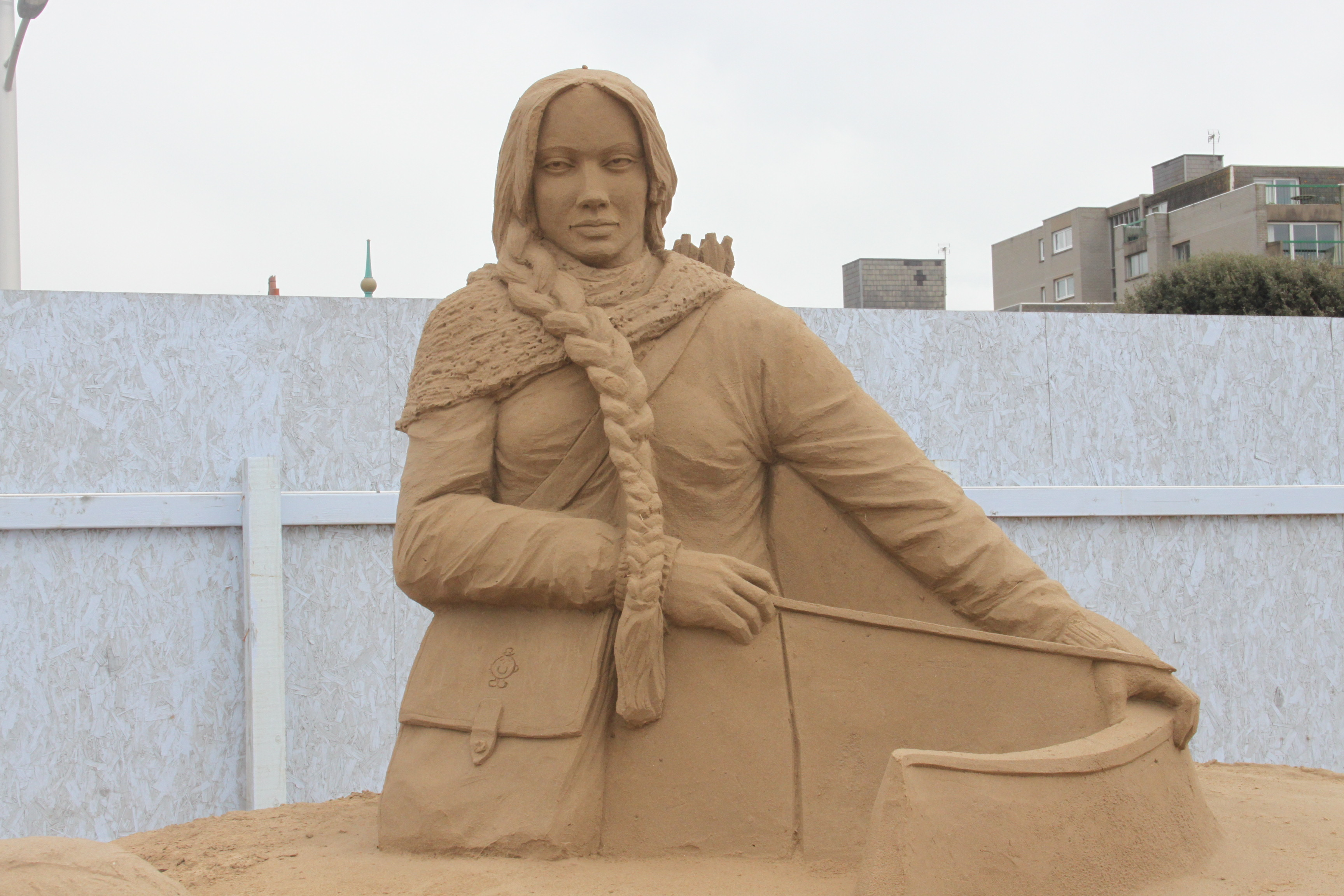
Escultura de sorra de Katniss Everdeen a Somerset (Anglaterra.)

- Katniss Everdeen, la noia en flames: és la protagonista de la trilogia. Té setze anys a l'inici del primer llibre, i es presenta com serena, independent i ferotge. Té els cabells llargs i foscs en forma de trena, la pell de color verd oliva i ulls grisos.[14] Viu amb la seva mare i la Primrose, la seva germana petita, en el Districte 12, un districte basat en la mineria del carbó i un dels més pobres de Panem. Com que en el Districte 12 el menjar és escàs, la Katniss caça il·legalment per alimentar la seva família i per complementar els seus escassos ingressos. El seu pare va morir en una explosió a la mina quan era petita, i la seva mare va caure en una profunda depressió. Al llarg de la seva vida, es converteix en sòcia de caça i gran amiga d'en Gale Hawthorne, del mateix Districte i de qui el seu pare també va morir en el mateix accident miner.[15]
- Peeta Mellark: és el tribut masculí del Districte 12 als Jocs de la Fam.[15] La seva família treballa al forn; mentre que el seu pare és un home una mica trist però solidari, la seva mare és una dona dura i de mal caràcter. Amb setze anys, en Peeta és d'alçada mitjana i fornit i té els cabells rossos i ulls blaus. Se'l considera noble, amable i carismàtic, cosa que l'ajuda durant els Jocs. Se li dona bé la lluita lliure i camuflar-se com un camaleó. Li encanta pintar, però només als glacejats dels pastissos, ja que no té prou diners per comprar pintures ni tela. En una entrevista declara que està perdudament enamorat de la Katniss. La seva relació amb Katniss creix al llarg de la història.
- Gale Hawthorne: és un noi de 18 anys que viu al Districte 12. És descrit per la Katniss com a alt, prim, musculós, de pell color d'oliva i ulls grisos, i crida l'atenció de les noies del districte. És el millor amic de la Katniss i, igual que ella, ha actuat de cap de la seva família (mare i tres germans) després de la mort del seu pare. És bo parant trampes, a més de ser ràpid i silenciós. En els boscs, juntament amb la Katniss, discuteixen sobre temes polítics prohibits referents al Capitoli. Està enamorat de la Katniss.
- Prim, o Primrose Everdeen: té dotze anys i és petita, tendra i dolça. És la germana menor de Katniss. Viu amb Katniss i la seva mare. És bona recol·lectora i ajuda la seva mare atenent els seus pacients. Estima la seva família, el seu gat i la seva cabra.
- Buttercup: El gat de Prim.
- En Haymitch Abernathy: té quaranta anys. La majoria dels dies està borratxo o amb ressaca. És un dels dos guanyadors del districte 12 als Jocs de la Fam (l'únic que queda viu). Peeta i Katniss especulen que va guanyar gràcies a la seva intel·ligència. Assessorarà els nois durant els jocs.
- Coriolà Snow: és el President de Panem. És cruel i intel·ligent, però avariciós. Té el cabell blanc i destaca pels seus ulls de serp.

### Personatge secundaris
- Cinna: té entre uns 20 i 30 anys. Té els ulls verds i el cabell curt i fosc, amb els llavis color daurat metàl·lic. És l'estilista de la Katniss, un càrrec molt rellevant, ja que, depenent de com la presenti, la Katniss tindrà més patrocinadors un cop a l'arena.
- L'Effie Trinket: té entre uns trenta i quaranta anys i és la persona encarregada de fer de pont entre el districte 12 i el Capitoli. Porta perruques de diferents colors i sol portar talons alts i vestit. Li agrada anar bastant formal. És obstinada i optimista. Tot i així, es deleix perquè l'enviïn a un districte millor.
- Madge: té setze anys i és prima, amb la pell blanca i cabells llargs, rossos i rinxolats. És la filla de l'alcalde, i això li dona uns certs privilegis. És la gran amiga de la Katniss.
- Rue: té 12 anys i té la pell bruna, cabells foscs i espessos, té uns grans ulls castanys i és menuda. És elegida com a tribut del districte 11 junt amb en Tresh. Un cop a l'arena, la Katniss i la Rue es fan aliades fins a la seva mort, que evidencia públicament la crueltat del Capitoli.

## Temes

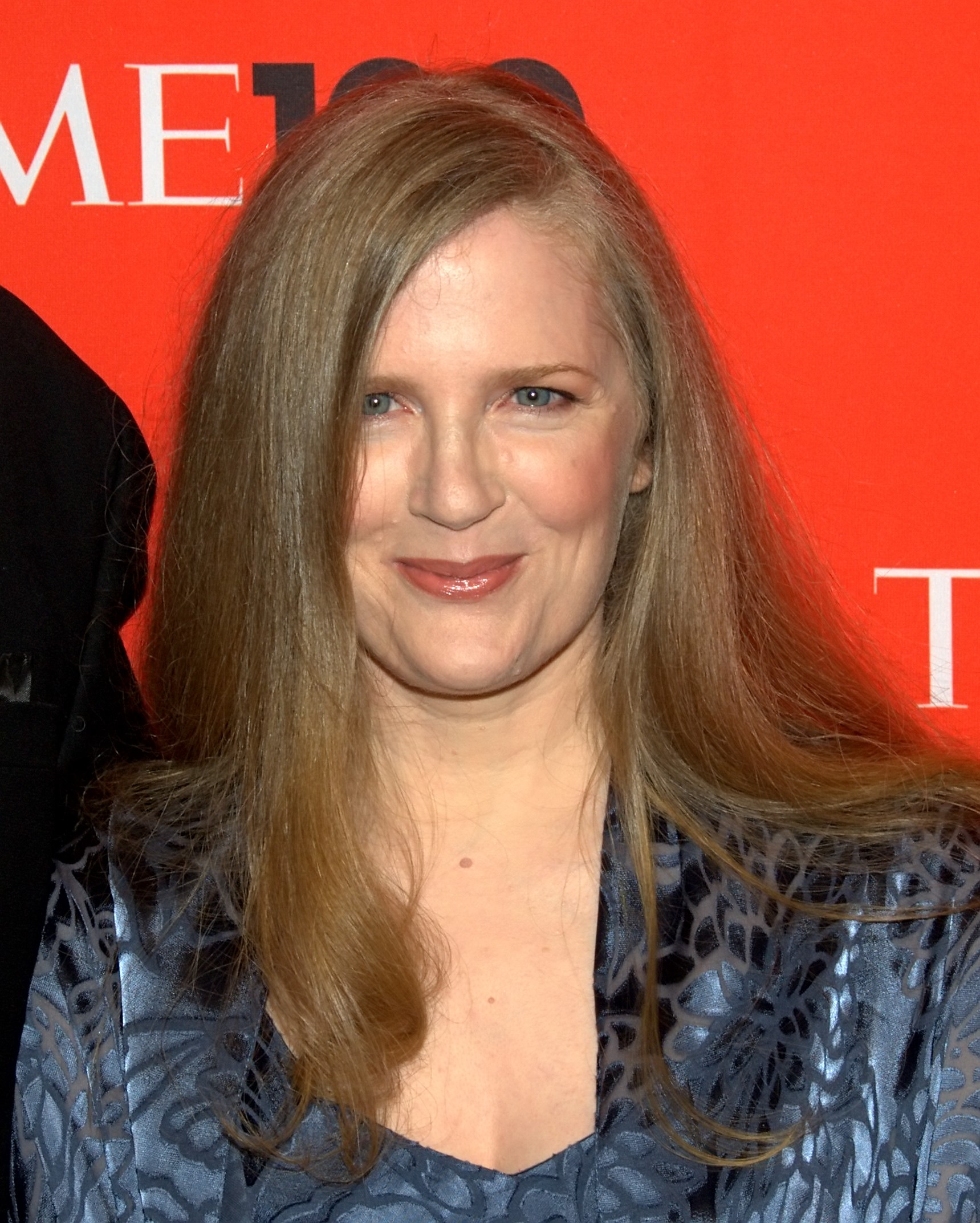
L'autora d'Els jocs de la fam Suzanne Collins, el 2010

Els jocs de què parla el títol són un concurs de supervivència on els jugadors lluiten tots contra tots. La guerra, així, es mostra amb tota la seva cruesa, amb la disjuntiva de matar o morir, ja que aquestes són les regles dels jocs. S'hi ha vist influència de la biografia de l'autora, de família militar, en aquest plantejament. De fet, els jocs són una conseqüència d'una guerra anterior, una imposició dels vencedors als rebels. La Katniss, però, s'acaba enfrontant al model, no només amb la seva aliança i amistat amb la Rue, sinó forçant el canvi final de les regles que permetrà sobreviure una parella.
En aquest cas, la guerra s'insereix en un programa televisat, dins la telerealitat, on justament els espectadors aplaudeixen l'espectacularitat, fins i tot si això significa la mort de menors. La crítica a aquest tipus de programació plana sobre tot el llibre. La Katniss aprèn a fingir i provocar situacions dramàtiques per augmentar l'audiència i la simpatia dels espectadors cap a ella, fet que pot derivar en ajudes suplementàries per sobreviure. També juga amb l'aspecte físic per aconseguir patrocinadors, millorat pels vestits especials de disseny que prepara el seu estilista.
Lligat a l'anterior tema, apareix una forta crítica social, ja que és el públic del districte més ric qui gaudeix del concurs, mentre els altres envien els seus fills o «tributs» a morir. De fet, les diferències es donen fins i tot entre aquests darrers, perquè els que venen de districtes més rics han pogut menjar millor i tenen un entrenament adequat, mentre que els altres són enviats sense cap possibilitat (aparent) de triomf. Fins i tot la mateixa elecció de qui anirà a competir depèn de la riquesa, atès que els més pobres poden «vendre» el seu nom més vegades, com li succeeix a la mateixa Katniss.
L'amor adolescent apareix al llibre en forma de triangle, format per la Katniss, en Gale i en Peeta, sense que la noia acabi de decidir-se en cap moment per admetre amor envers cap dels dos nois: el primer és el seu company de caça, gairebé part de la família, i pel segon mai no pot tenir sentiments purs perquè ha d'exagerar el romanticisme per a les càmeres. Aquesta relació complexa es desenvoluparà en els altres llibres de la trilogia. En canvi, Peeta apareix des del principi com l'arquetip de l'etern enamorat. L'amor fingit o real als Jocs acaba suposant un desafiament a les normes del sistema, un tema recurrent en les novel·les juvenils distòpiques (com Delirium).
La política té un paper destacat en la història, com és propi de les distopies. El govern del Capitoli és dictatorial i l'especialització econòmica de cada districte evoca l'economia planificada pròpia del comunisme. La revolta que es va gestant és una subtrama que corre en paral·lel als jocs i es personalitza en els avox (literalment «sense veu» en llatí perquè els han tallat la llengua), aquells qui ja ho han intentat però han fracassat. Els jugadors fan referència al passat quan evoquen el que han après a escola, els desastres fruit del canvi climàtic o els antics jocs que recorden per haver vist a la televisió.
La família és el que mou la Katniss. Ella ha d'assumir el paper del seu pare quan aquest mor en un accident a la mina i el seu únic objectiu és fer que la seva mare i la seva germana estiguin bé (per això s'ofereix per substituir-la quan la rifa recau en la Prim). De fet, el seu nom prové d'una planta nodridora, la sagittaria. La solidaritat cap als altres, tant veïns com jugadors febles, és una extensió d'aquest rol de proveïdora que té a casa seva (i que és el que l'uneix al Gale en un primer instant). Ella això no ho jutja com una virtut sinó com una feblesa: sentir afecte cap als altres la pot fer vulnerable als Jocs; per això amaga els seus sentiments o intenta distanciar-se del Peeta abans de començar el simulacre de flirteig (no vol sentir-se propera a algú a qui potser haurà de matar).
Un darrer tema destacable és el conegut refrany que les aparences enganyen. No solament la història d'amor entre els protagonistes té un punt de ficció (actuen amb l'esperança d'aconseguir patrocinadors), sinó que el que primer era un desavantatge (venir d'una zona pobra) pot tenir punts positius, en haver ensenyat als tributs com aconseguir menjar a la natura. Igualment el Haymitch, qui en aparença no té habilitat per ajudar els joves i sembla indiferent a la seva sort, s'acaba revelant com un mentor molt útil, més enllà d'una carcassa d'alcohòlic.

## Estil
La novel·la és una distopia, gènere que comparteix amb autors com Shirley Jackson i Kurt Vonnegut, perquè s'ambienta en un futur incert, però hereu de societats recognoscibles actuals (Panem és el país successor dels Estats Units) que serveix per criticar els excessos del present, en mostrar l'horror d'una possible evolució d'esdeveniments que estan succeint realment. Es pot emmarcar dins la ciència-ficció, per l'aparició d'invents nous (els éssers mutants o els aparells del Capitoli) i l'ambientació en el futur. Finalment, es tracta d'una obra de literatura juvenil, ja que està pensada per a un públic adolescent, malgrat que els seus lectors pertanyin a diferents edats per l'èxit del llibre.
La història està narrada en primera persona per part de la protagonista (el que en narratologia es denomina narrador intrahomodiegètic), fet que condiciona el punt de vista. Les motivacions i accions dels altres personatges es presenten segons els judicis de la Katniss, malgrat que a vegades es mostren com poc fiables, especialment en l'ambivalència cap a Peeta.
L'estil es basa en la successió d'escenes d'acció i diàlegs breus amb poca descripció. Això és degut tant al públic juvenil al qual va dirigit la novel·la com a la formació com a guionista televisiva de l'escriptora, on prima la rapidesa per mantenir l'interès dels espectadors i les imatges ben gràfiques. El temps present usat per la narradora accentua aquesta sensació d'immediatesa i velocitat.
Apareixen diversos símbols al llarg del llibre. El primer és el foc, que representa la protagonista, la noia que crema de ràbia, i com a tal la vesteixen els dissenyadors. Un segon símbol és l'ocell muntagarlaire, que es lligarà amb la revolució dels habitants dels districtes més pobres contra el Capitoli, que és capaç d'impulsar un concurs tan bàrbar. Per aquest motiu s'associa a la Rue, en reproduir la seva cançó. Aquest ocell és mutant, un dels molts éssers creats per enginyeria genètica per part del govern, usualment amb intencions violentes.
La novel·la s'estructura en tres parts, corresponent als moments abans dels Jocs, la competició i la breu conclusió sobre la vida després d'aquests (que donarà pas als següents volums de la saga). Els flashbacks en forma de records de la noia fan que la seva existència anterior es narri mentre duren els jocs.

## Influències

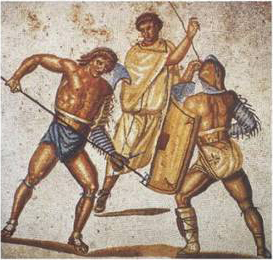
Les lluites de gladiadors de l'antiga Roma son, segons la mateixa autora, una influència per a l'argument d'Els jocs de la fam.

Segons la mateixa autora, una de les fonts és la història del Minotaure, on el monstre exigeix tributs en forma de víctimes joves. Aquest pagament per apaivagar la fúria es repeteix en diverses llegendes, com la de Sant Jordi, on sovint la bèstia demana la mort de donzelles a canvi de respectar la ciutat. La inspiració per a les lluites entre els joves prové de la lluita de gladiadors a Roma. El fet d'anomenar Panem al país és una altra al·lusió a aquests jocs (per la cèlebre frase panem et circenses). Una altra referència clàssica és la Cornucòpia on comencen els Jocs, un lloc on els concursants troben recursos en abundància si els agafen abans que la resta.
La sensació de pèrdua que Collins va desenvolupar quan el seu pare va ser destinat a la guerra de Vietnam també va influir en la història, amb la mort del pare de la Katniss quan ella tenia onze anys, cinc abans de l'inici de la història. Collins va declarar que les morts dels personatges joves i altres «passatges foscs» van ser les escenes de l'obra més difícils d'escriure, tot i que acceptava que eren necessaris per a la història. L'autora explica que els trossos on Katniss reflexiona sobre els moments més feliços del seu passat van ser els més agradables d'escriure.
S'han parlat de similituds amb altres relats, com «The Lottery», de Shirley Jackson, on anualment se celebra un sorteig per matar un vilatà i assegurar la prosperitat de la resta. També s'han assenyalat semblances amb Battle Royale (1999), de Koushun Takami.
El control de la població l'emparenta amb una altra distopia clàssica, 1984, de George Orwell. Allà, la pantalla omnipresent no es podia apagar mai, i en aquesta història els habitants dels districtes pobres estan obligats a seguir els Jocs, que serveixen com a eina de control social (l'amenaça de veure morir els propis fills). La crítica a un mal ús de la tecnologia compta amb una llarga tradició literària que arrenca amb Frankenstein i és freqüent en les distopies contemporànies.

## Recepció

### Crítica

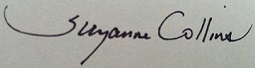
Signatura de Suzanne Collins al llibre

Els jocs de la fam va rebre elogis de la crítica. John Green a The New York Times va afirmar que la novel·la està «plantejada brillantment i amb un ritme perfecte», i que «la considerable força de la novel·la prové de la construcció del món convincent i detallada que fa Collins i la seva memorable heroïna complexa i fascinant». No obstant això, també va assenyalar que, si bé és al·legòricament ric, el llibre de vegades no aprofita el potencial al·legòric que la trama pot oferir i que l'escriptura «descriu l'acció i poc més». La crítica de la revista Time també va ser positiva i va afirmar que «és un llibre esgarrifós, sagnant i completament horroritzant», amb lloances al que va qualificar de qualitat «hipnòtica» de la violència. Stephen King a Entertainment Weekly va comparar-lo amb els «videojocs de disparar tot el que es mou al vestíbul d'un habitatge de vuit pisos; saps que no és real, però segueixes connectat de totes maneres». Malgrat això, va afirmar que hi ha «senyals de la galvana de l'autora que els nens acceptaran més fàcilment que els adults» i que el triangle amorós és estàndard per al gènere. Globalment, li va atorgar al llibre la qualificació B. Elizabeth Bird, de School Library Journal, va definir el llibre com a «emocionant, commovedor, reflexiu i impressionant successivament» i el va nomenar un dels millors de 2008. Booklist, per la seva banda, també el va valorar positivament i va elogiar la violència i l'amor dels personatges del llibre. Kirkus Reviews va elogiar l'acció i la creació de l'univers de l'obra, però va assenyalar que la «fluixa correcció d'estil de la primera impressió distraurà els lectors acurats —una veritable llàstima». Rick Riordan, autor de Percy Jackson & the Olympians, va trobar que era el «més semblant a una novel·la d'aventura perfecta» que havia llegit. Stephenie Meyer, escriptora de la saga Crepuscle va comentar al seu web: «Vaig quedar tan obsessionada amb aquest llibre... Els jocs de la fam és increïble». El suplement Cultura(s) de La Vanguardia va descriure Els jocs de la fam com una «altra distopia que mostra la poca o nul·la confiança que tenen els joves en la capacitat dels seus majors».

Logotip d'Els jocs de la fam

La novel·la ha estat criticada per les seves similituds amb Battle Royale (1999), de Koushun Takami. Collins va declarar: «Mai havia sentit parlar d'aquest llibre ni de l'autor fins que es va presentar el meu llibre. En aquest moment, se'm van esmentar [les similituds], i li vaig preguntar al meu editor si l'hauria de llegir. Em va dir: "No, no vull aquesta història al teu cap. Continua amb el que estàs fent"». Susan Dominus, de The New York Times, va opinar que «els paral·lelismes són suficientment sorprenents com perquè el treball de Collins hagi estat atacat salvatgement a la blogosfera com una estafa descarada», però va sostenir que «hi ha prou fonts possibles per a la línia argumental amb les quals els dos autors podrien haver col·lidit en la mateixa configuració bàsica de forma independent». King va assenyalar que els badlands de programes de telerealitat eren similars a Battle Royale, així com la seva pròpia novel·la The Running Man i The Long Walk. Eric Eisenberg va escriure que Els jocs de la fam «no era una còpia [de Battle Royale], sinó simplement un ús diferent d'una idea semblant» i va mencionar diverses diferències tant en l'argument com en la temàtica. Robert Nishimura va escriure que «Els jocs de la fam compta amb un bagatge cultural totalment diferent... Collins només ha connectat amb la consciència col·lectiva creativa, a partir d'idees que ja s'han desenvolupat moltes vegades, a més de la seva referència intencionada a la mitologia grega». La novel·la també ha estat motiu de controvèrsia amb els pares; es va classificar en cinquè lloc en la llista de l'American Library Association dels llibres restringits amb més freqüència el 2010, amb comentaris pel «grup d'edat inadequat» i la «violència».
Els jocs de la fam va ser nomenat un dels millors llibres de 2008 per Publishers Weekly, i llibre infantil notable de 2008 per The New York Times. La novel·la va ser la guanyadora del Premi Golden Duck de 2009 en la categoria de ficció juvenil. Els jocs de la fam va ser també el guanyador del Cybil Winner 2008 de llibres de ciència-ficció i fantasia, juntament amb El llibre del cementiri. També va ser un dels millors llibres de 2008 per School Library Journal i va formar part de l'«Editors' Choice» de 2008 de Booklist. El 2011 el llibre va guanyar la California Young Reader Medal. L'edició de l'any següent de la revista de Scholastic Parent and Child va posicionar Els jocs de la fam com al 33è millor llibre infantil i juvenil, amb el premi al final més emocionant.

### Vendes
Després d'escriure la novel·la, Collins va signar un contracte milionari amb Scholastic per als tres llibres, el 2006. Publicat per primer cop el 14 de setembre de 2008 amb tapa dura als Estats Units, Els jocs de la fam va tenir una primera tirada de 50.000 exemplars, que es va incrementar en dues ocasions fins a 200.000 còpies. El febrer de 2010 el llibre havia venut 800.000 exemplars, i els drets de la novel·la van vendre's a 38 territoris d'arreu del món. Uns mesos després, al juliol, es va publicar el llibre en format de butxaca. El novembre de 2008, Els jocs de la fam van entrar a la llista de best-sellers de The New York Times, on romandria més de cent setmanes consecutives. El març de 2012, moment de l'estrena de l'adaptació cinematogràfica d'Els jocs de la fam, el llibre havia estat durant 135 setmanes consecutives a la llista de best-sellers de USA Today i ja se n'havien venut 17,5 milions només als Estats Units. El Servei de Biblioteques de la Generalitat de Catalunya disposa d'uns 300 exemplars d'Els jocs de la fam, tant d'edicions en català com en castellà, dels quals s'han tramitat més de 3000 préstecs, a 2014.
El març de 2012, amb l'estrena de la pel·lícula d'Els jocs de la fam, Scholastic va anunciar que hi havia en circulació 26 milions d'exemplars dels tres llibres, incloent-hi les edicions conjuntes, i l'edició especial per a la pel·lícula. Els jocs de la fam i les seves seqüeles van vendre's excepcionalment bé en format de llibre electrònic. Suzanne Collins és la primera escriptora d'obres juvenils a vendre més d'un milió de llibres electrònics Amazon Kindle i el sisè autor a formar part de l'anomenat Kindle Million Club. El març de 2012 Amazon.com va anunciar que Collins s'havia convertit en l'escriptora amb més vendes del llibre electrònic Kindle.

## Seqüeles i adaptacions

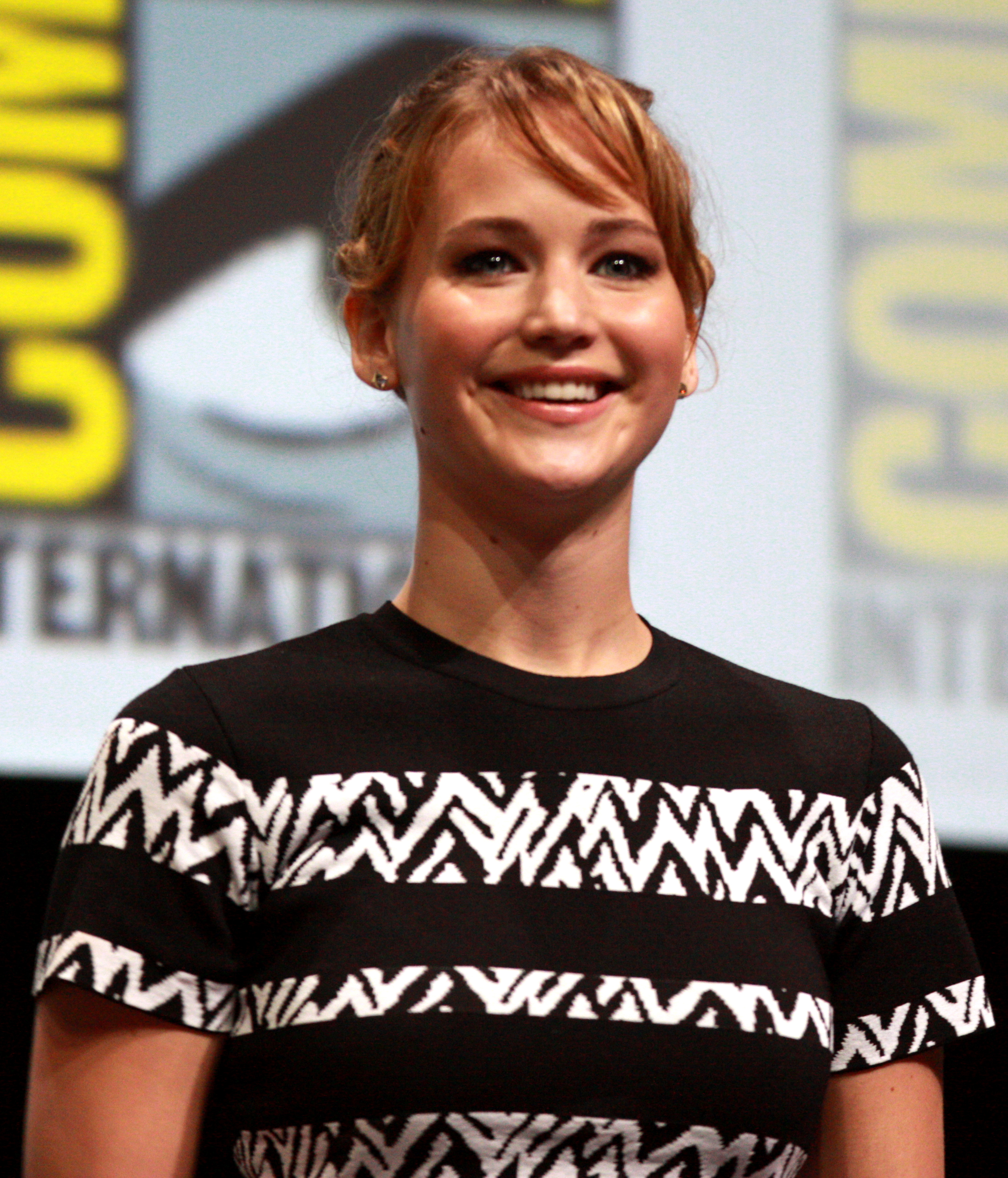
Jennifer Lawrence va interpretar el personatge de Katniss Everdeen a l'adaptació cinematogràfica d'Els jocs de la fam.

La novel·la és la primera de la trilogia d'Els jocs de la fam; la segueixen les seqüeles En flames (2009) i L'ocell de la revolta (2010). A En flames, el final problemàtic de la primera novel·la inicia una rebel·lió, si bé la Katniss i en Peeta es veuen obligats a retornar a l'arena amb motiu del 75è aniversari dels Jocs de la Fam. En la darrera entrega, tot i que la Katniss surt victoriosa del camp de batalla, el president Snow vol revenja i deixa molt clar que tothom del seu entorn corre perill. D'aquesta manera, a L'ocell de la revolta es convertirà en símbol de rebel·lió i serà clau en la batalla final.
El desembre de 2008 es va publicar un audiollibre en anglès d'Els jocs de la fam. Llegit per l'actriu Carolyn McCormick, té una durada total d'onze hores i catorze minuts. La revista AudioFile va afirmar: «Carolyn McCormick ofereix una narració detallada i atenta. Tanmateix, potser es confia massa en la força de la prosa sense proporcionar el drama que sovint prefereixen els oients joves i adults». School Library Journal també va elogiar l'audiollibre i va afirmar que «McCormick expressa hàbilment les seqüències plenes d'acció, i cada temor i força de la Katniss s'expressa brillantment i amb la seva creixent i condemnada atracció envers un dels seus companys tributs».
El març de 2009 Lions Gate Entertainment va signar un acord per la coproducció cinematogràfica d'Els jocs de la fam amb la productora Color Force, pertanyent a Nina Jacobson, que havia adquirit els drets de distribució de la novel·la a tot el món unes setmanes abans. L'estudi, que no havia obtingut beneficis des de feia cinc anys, va paralitzar els pressupostos d'altres produccions i va vendre actius per assegurar un pressupost de 88 milions de dòlars per a la pel·lícula. El representant de Collins, Jason Dravis, va explicar que «[Lionsgate] va fer que ens truqués tothom menys el conserge» per assegurar-se el contracte. Per tal que la pel·lícula obtingués una qualificació PG-13 (autoritzada a majors de 13 anys) per part de la MPAA, la mateixa Collins va adaptar l'argument de la novel·la per al cinema, en col·laboració amb el guionista Billy Ray i el director Gary Ross. El guió segueix sent molt fidel a la novel·la original i Ross va afirmar que «l'única manera que la pel·lícula fos realment reeixida era ser totalment subjectiu» en la seva presentació dels fets, destacant la utilització del present en primera persona de la novel·la de Collins.
L'actriu Jennifer Lawrence, que aleshores tenia 22 anys, va ser escollida per interpretar el paper de Katniss Everdeen. Encara que Lawrence era sis anys més gran que el personatge de la novel·la quan va començar el rodatge, Collins creia que el paper exigia una «certa maduresa i poder», motiu pel qual preferia que l'actriu fos més gran. L'autora va afegir que Lawrence era l'«única que realment representava el personatge que vaig escriure en el llibre» i que tenia «totes les qualitats essencials que calien per exercir de Katniss». Lawrence, que era fan dels llibres, va trigar tres dies per acceptar el paper, inicialment sobrepassada per la grandària de la producció. Més tard, Josh Hutcherson i Liam Hemsworth es van afegir al repartiment com a Peeta i Gale, respectivament. La producció va començar a finals de la primavera de 2011 i la pel·lícula es va estrenar el 23 de març de 2012. El primer cap de setmana d'estrena la pel·lícula va assolir un rècord de 152,5 milions de dòlars a Amèrica del Nord. The Hunger Games: Catching Fire, basada en la segona novel·la de la trilogia, es va estrenar el 22 de novembre de l'any següent. L'ocell de la revolta, la tercera novel·la, es va dividir en dues parts per a la seva adaptació cinematogràfica: The Hunger Games: Mockingjay – Part 1 i The Hunger Games: Mockingjay – Part 2.